# Edward Givens
Edward Galen Givens Jr. (Quanah, 5 de janeiro de 1930 – Pearland, 6 de junho de 1967) foi um oficial militar, piloto, piloto de teste e astronauta norte-americano. Givens serviu na Força Aérea dos Estados Unidos e foi escolhido como astronauta no Grupo 5 da NASA em 1966, porém morreu em um acidente automobilístico no ano seguinte antes de ser designado para uma missão.

## Infância
Givens nasceu em Quanah, Texas. Quando jovem, trabalhou em uma bomboneria e também lavando carros com o objetivo de conseguir dinheiro para aulas de voo. Conquistou seu certificado de piloto no início de 1946 e realizou seu primeiro voo sozinho no dia seguinte depois de seu aniversário de dezesseis anos. Foi membro dos Escoteiros da América e se formou da Escola Superior de Quanah em 1946. Depois disso estudou um semestre na Universidade do Texas A&M e três na Universidade de Oklahoma, formando-se em 1952 na Academia Naval dos Estados Unidos com um bacharelato em ciências navais.

## Carreira militar
Ele foi comissionado na Força Aérea como segundo-tenente e recebeu seu treinamento de voo no Comando Aéreo de Treinamentos. Conquistou seu certificado de piloto em fevereiro de 1953 como um dos melhores alunos de sua classe. Por causa disso, pode escolher onde servir, escolhendo a Base Aérea Williams no Arizona por saber que o comandante local era severo com os alunos, assim poderia se tornar um piloto melhor. Começou voando em um North American T-28 Trojan, pouco depois passando para um Lockheed T-33 Shooting Star. Em outubro foi transferido para a Base Aérea Perrin no Texas.
Em Perrin, Givens voou em sua primeira aeronave supersônica, o North American F-86D Sabre. Foi promovido a primeiro-tenente em 1954 e designado para servir no Japão como comandante de voo do 35º Grupo de Caças-Interceptadores, permanecendo lá até 1956. Retornou para os Estados Unidos em janeiro e serviu como instrutor da Escola de Armas Interceptadores da Força Aérea até março de 1958, sendo promovido a capitão e cursando a Escola Experimental de Pilotos de Teste da Força Aérea. Se formou como um dos melhores alunos e tornou-se instrutor de sua Seção de Estabilidade e Controle.
Sua designação seguinte foi na Estação Aeronaval de Point Mugu na Califórnia, onde foi piloto do 4º Esquadrão de Desenvolvimento Aéreo. Em Point Mugu, Givens realizou avaliações operacionais e foi o responsável pelo desenvolvimento de procedimentos e táticas para a operação do Vought F-8 Crusader, uma aeronave para porta-aviões. De novembro de 1961 a setembro de 1962 foi assistente do comandante da Escola Experimental de Pilotos de Teste, em seguida cursando a Escola de Pilotos de Pesquisa Aeroespacial, formando-se em 1963. Durante sua carreira militar, Givens acumulou mais de 3,5 mil horas de voo.

## Astronauta
Ele tinha sido um dos finalistas na seleção do Grupo 1 de Astronautas da NASA em 1959, porém só foi escolhido como tal no Grupo 5 em 1966. Foi designado para trabalhar no Programa Apollo após terminar seu treinamento, tendo brevemente servido como parte da tripulação de suporte da Apollo 1 e, depois do incêndio desta, da Apollo 7. Givens sofreu um acidente automobilístico em 6 de junho de 1967 em Pearland, próximo do Centro de Espaçonaves Tripuladas em Houston, enquanto voltava de uma reunião do grupo Quiet Birdmen. Ele não percebeu a presença de uma curva na estrada e saiu da pista, morrendo no caminho para o hospital.